# هانا هرتسشپرونگ
هانا هرتسشپرونگ (آلمانی: Hannah Herzsprung؛ زادهٔ ۷ سپتامبر ۱۹۸۱) یک هنرپیشه اهل آلمان است.
از فیلم‌هایی که وی در آن نقش داشته است، می‌توان به کتاب‌خوان، گره بادر ماینهوف، ۱۰ ثانیه، دوزخ، ویکی وایکینگ، هابرمان، من کی هستم و ۴ دقیقه اشاره کرد.